# Caput succedaneum

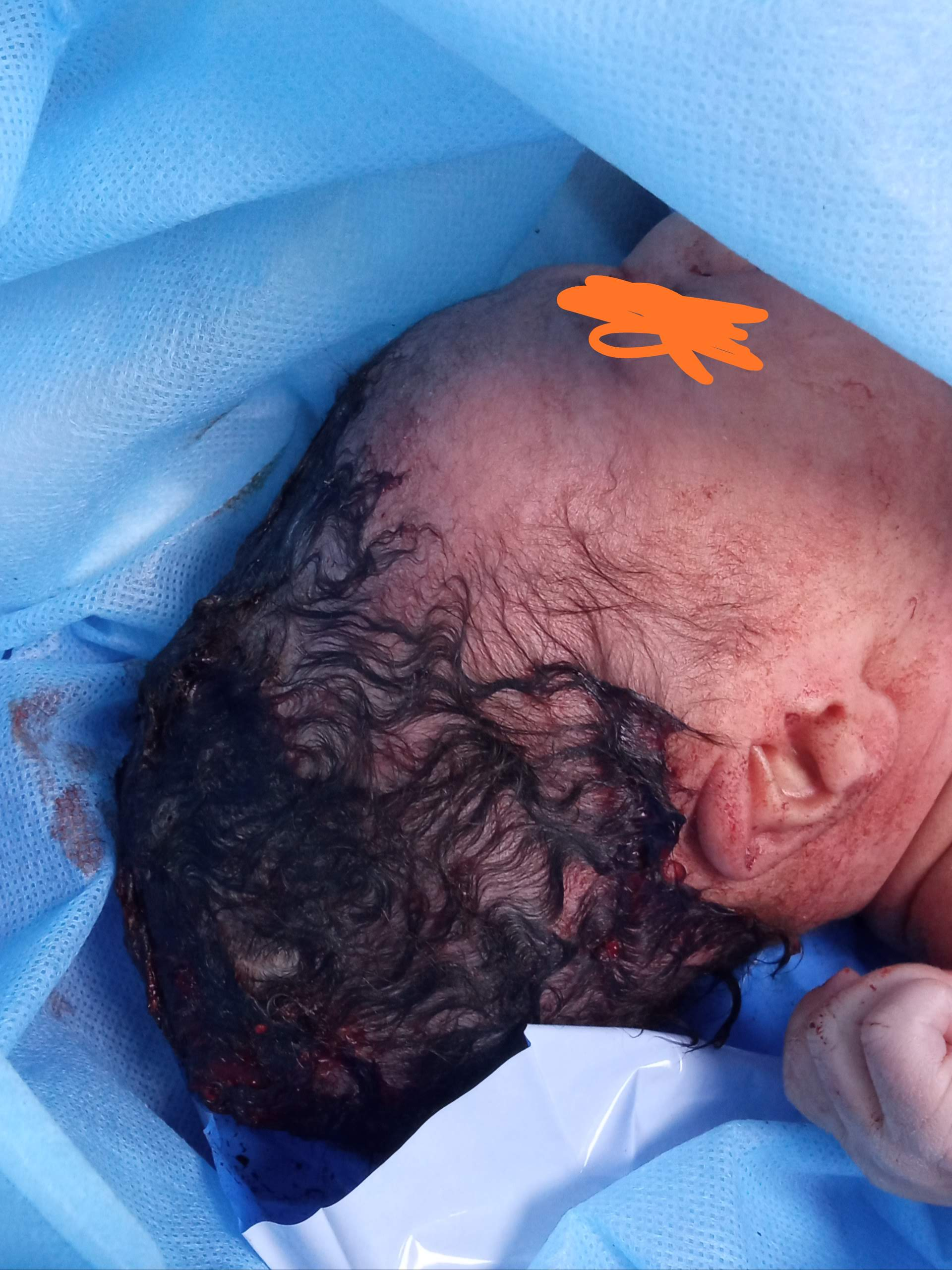
Nahaufnahme eines Neugeborenen mit Caput succedaneum

Unter einem Caput succedaneum, deutsch Geburtsgeschwulst versteht der Geburtshelfer eine serös-blutige Schwellung in die Kopfschwarte hinein. Während der Geburt steckt der Kopf im Becken der Gebärenden, wodurch der Abfluss des Blutes über die Venen der Kopfhaut erschwert sein kann und es zu einer teigig-ödematösen, häufig bläulich verfärbten Schwellung kommt, die im Gegensatz zum Kephalhämatom die Schädelnähte überschreitet und per definitionem kein Hämatom darstellt. Die Geburtsgeschwulst bildet sich ohne Behandlung innerhalb weniger Tage spontan zurück.

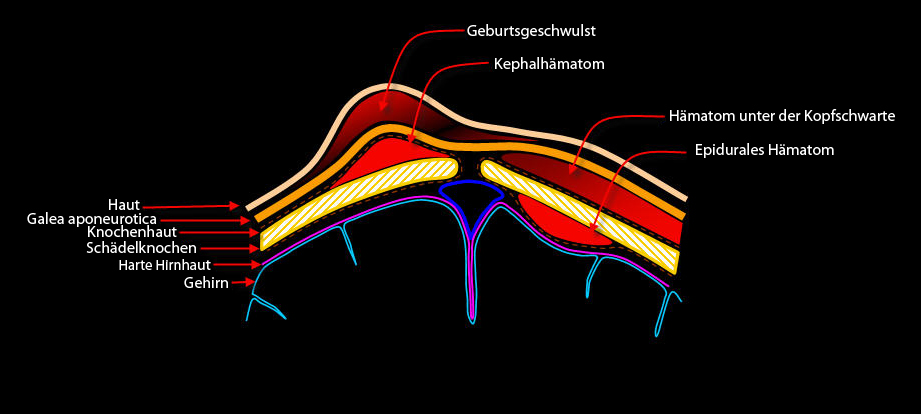
Schematische Darstellung verschiedener Schädelhämatome